# NGC 7076
NGC 7076 (другое обозначение — PK 101+08.1) — планетарная туманность в созвездии Цефей.
Этот объект входит в число перечисленных в оригинальной редакции «Нового общего каталога».